# Écozone paléarctique : plantes à graines par nom scientifique (SA)

## S

### Sa

#### Sab
- Sabin
  - Sabin chinensio

#### Sag
- Sagina - fam. Caryophyllacées
  - Sagina nodosa
  - Sagina subulata -  Sagine à feuilles subulées

- Sagittaria - Alismatacées
  - Sagittaria sagittifolia
  - Sagittaria calycina
    - Sagittaria calycina spongiosa

#### Sal
- Salix - fam. Salicacées
  - Salix acutifolia -  Saule à feuilles aiguës
    - Salix acutifolia pendulifolia Saule à feuilles aiguës

  - Salix alba -  Saule blanc
  - Salix bebbiana -  Saule de Bebb
  - Salix candida - Saule
  - Salix cordata -  Saule à feuilles cordées
  - Salix discolor 	-  Saule décoloré
  - Salix eriocephela -  Saule à tête laineuse
  - Salix irrorata 	- Saule
  - Salix laurentiana -  Saule des larentides
  - Salix lucida - Saule
  - Salix maccalliana - Saule
  - Salix myrtillifolia -  Saule à feuilles de myrtille
  - Salix pellita - Saule
  - Salix pseudomonticola - Saule
  - Salix reticulata -  Saule réticulé
  - Salix sericea - Saule
  - Salix vestita - Saule

- Salpiglossis - fam. Solanacées
  - Salpiglossis sinuata -  Salpiglosse sinuée

- Salsola - fam. Chénopodiacées
  - Salsola kali

- Salvia - fam. Lamiacées
  - Salvia aethiopis
  - Salvia amplexicaulis
  - Salvia argentea
  - Salvia austriaca
  - Salvia bicolor
  - Salvia blancoana
  - Salvia brachyodon
  - Salvia bracteata
  - Salvia candelabrum - Sauge candélabre
  - Salvia candidissima
  - Salvia dumentorum
  - Salvia eichlerana
  - Salvia forskaohlei
  - Salvia glutinosa
  - Salvia grandiflora
  - Salvia jurisicii
  - Salvia lavandulifolia - Sauge à feuilles de lavande
  - Salvia napifolia
  - Salvia nemorosa - Sauge
  - Salvia nutens
  - Salvia officinalis - Sauge officinale
  - Salvia phlomoides
  - Salvia pinnata
  - Salvia pomifera
  - Salvia pratensis - Sauge des prés
  - Salvia ringens
  - Salvia scabiosifolia
  - Salvia sclarea - Sauge sclarée
  - Salvia sclareoides
  - Salvia teddii
  - Salvia transsylvanica
  - Salvia triloba - Sauge trilobée
  - Salvia valentina
  - Salvia verbenaca
  - Salvia verticillata
  - Salvia virgata
  - Salvia viridis

#### Sam
- Samanea

- Sambucus - fam. Adoxaceae - voir aussi variétés néartiques
  - Sambucus ebulus - sureau hièble
  - Sambucus nigra - Sureau noir
    - Sambucus nigra aurea - Sureau noir
    - Sambucus nigra aureomarginata - Sureau noir

  - Sambucus racemosa - Sureau à grappes	ou « Sureau rouge »	
    - Sambucus racemosa aurea - Sureau
    - Sambucus racemosa racemosa - Sureau à grappes européen et asiatique

- Samolus
  - Samolus parviflorus - Samolus

#### San
- Sanguisorba - fam. Rosacées
  - Sanguisorba albanica
  - Sanguisorba ancistroides
  - Sanguisorba cretica
  - Sanguisorba dodecandra
  - Sanguisorba hybrida
  - Sanguisorba minor - Pimprenelle
  - Sanguisorba officinalis - Sanguisorbe officinale

- Sanicula
  - Sanicula europaea - Sanicle d'Europe
  - Sanicula marilandica -  Sanicule du Maryland

- Sansevieria
  - Sansevieria trifasciata - Langue de belle-mère, Sansevière

- Santolina - fam. Astéracées
  - Santolina chamaecyparissus - Santoline petit-cyprès
  - Santolina rosmarinifolia - Santoline à feuilles de romarin

- Sanvitalia - fam. Astéracées
  - Sanvitalia procumbens - Sanvitalia

#### Sap
- Saponaria - fam. Caryophyllacées
  - Saponaria calabrica - Saponaire de la Calabre
  - Saponaria ocymoides -  Saponaire faux basilic, Saponaire de Montpellier
  - Saponaria officinalis - Saponaire officinale

#### Sar
- Sarcobatus - fam. Sarcobatacées
  - Sarcobatus vermiculatus

- Sarcococca

- Sarcopoterium
  - Sarcopoterium spinosum - Pimprenelle épineuse

- Sarracenia - fam. Sarracéniacées
  - Sarracenia purpurea - Sarracénie pourpre
    - Sarracenia purpurea hookeriana - Sarracénie pourpre

#### Sas
- Sassafras - fam. Lauracées
  - Sassafras albidum - Sassafras
  - Sassafras officinalis ou Ocotea pretiosa -  Sassafras officinal ou « Laurier des Iroquois »

#### Sat
- Satureja - fam. Lamiacées
  - Satureja hortensis -  Sarriette commune,
  - Satureja montana - Sarriette vivace

- Saururus - fam. Saururacées
  - Saururus cernuus -  Queue de Renard

#### Sax
- Saxifraga - fam. Saxifragacées
  - Saxifraga arendtsi - Saxifrage
  - Saxifraga aizoides - Saxifrage
  - Saxifraga cernua - Saxifrage
  - Saxifraga cespitosa - Saxifrage
  - Saxifraga crassifolia ou Bergenia crassifolia
  - Saxifraga cotyledon - Saxifrage
  - Saxifraga florulenta - Saxifrage à nombreuses fleurs
  - Saxifraga hypnoïdes - Gazon turc
  - Saxifraga hirculus - Saxifrage œil-de-bouc
  - Saxifraga longiflora - Saxifrage
  - Saxifraga paniculata - Saxifrage paniculée
  - Saxifraga stellata - Saxifrage étoilée
  - Saxifraga stolonifera - Saxifrage stolonifère
  - Saxifraga umbrosa - Saxifrage ombreuse ou « Désespoir du peintre »